# Casa del Deán (Plasencia)

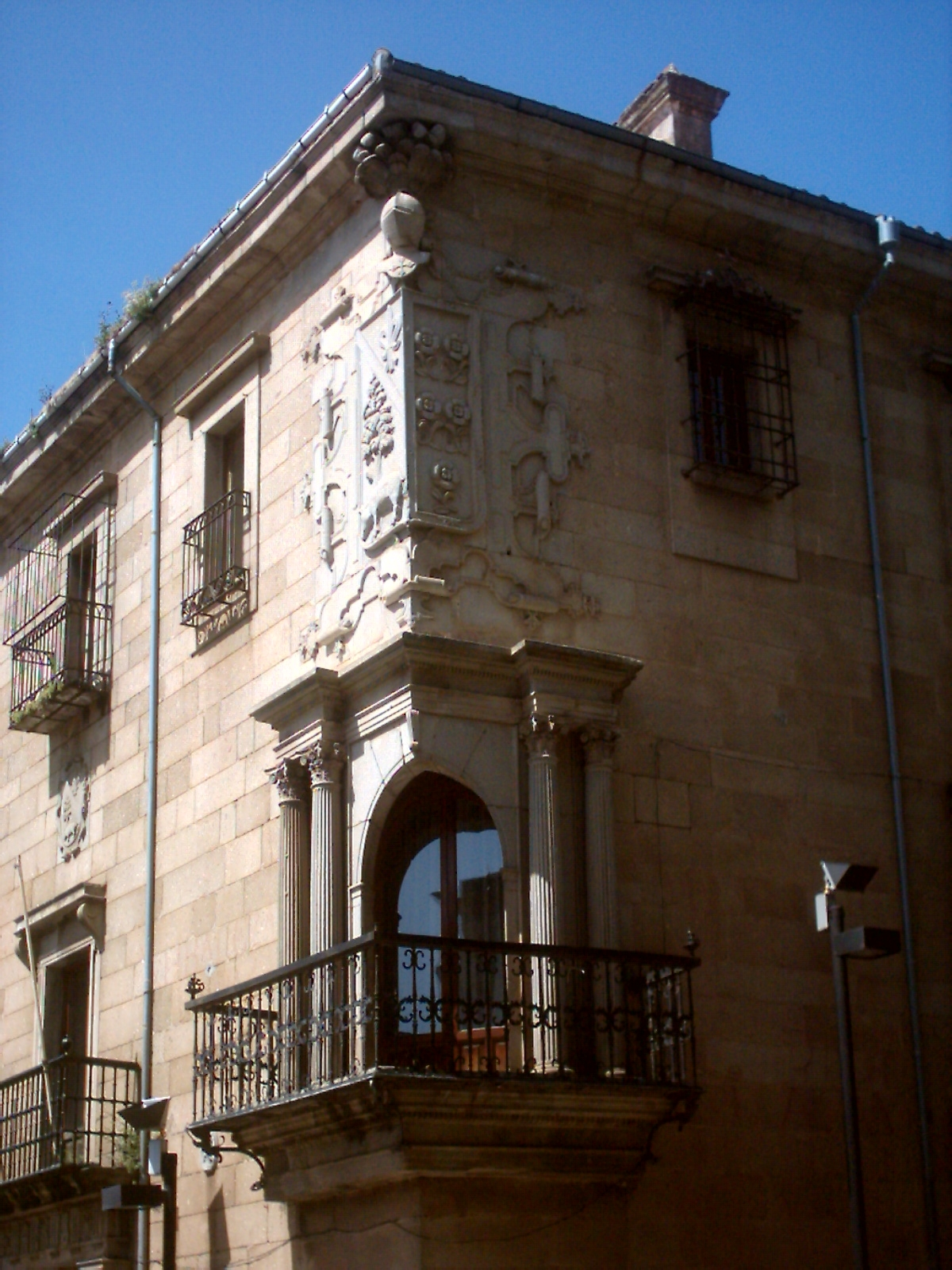
Balcón de la casa del Deán.

La Casa del Deán es una casa-palacio ubicada en la ciudad de Plasencia (provincia de Cáceres, Extremadura, España) y que data del siglo XVII. Debe su nombre al hecho de que en ella vivieron algunos de los deanes de la cercana catedral.
Es de sillería y su portada está adintelada con columnas toscanas. Destaca un gran balcón en ángulo neoclásico-corintio, coronado por el monumental escudo de Antonio Paniagua de Loaisa. La balaustrada y las rejas de dicho balcón son ejemplos de la rejería española de su época.